# Bruno Söderström
Vilhelm Bruno Söderström (Stoccolma, 28 ottobre 1881 – Stoccolma, 1º gennaio 1969) è stato un astista, altista e giavellottista svedese.

## Biografia
Fu medaglia d'argento nel salto con l'asta ai Giochi olimpici intermedi che si tennero ad Atene nel 1906. In quella stessa manifestazione vinse la medaglia di bronzo nel lancio del giavellotto stile libero e arrivò sesto nel salto in alto.
Nel 1908 prese parte ai Giochi olimpici di Londra dove gli fu assegnata la medaglia di bronzo nel salto con l'asta a pari merito con Ed Archibald e Clare Jacobs e arrivò in finale nel lancio del giavellotto stile libero.

## Palmarès
| Anno | Manifestazione            | Sede   | Evento                              | Risultato | Prestazione | Note |
| ---- | ------------------------- | ------ | ----------------------------------- | --------- | ----------- | ---- |
| 1906 | Giochi olimpici intermedi | Atene  | Salto in alto                       | 6º        | 1,675 m     |      |
| 1906 | Giochi olimpici intermedi | Atene  | Salto con l'asta                    | Argento   | 3,40 m      |      |
| 1906 | Giochi olimpici intermedi | Atene  | Lancio del giavellotto stile libero | Bronzo    | 44,92 m     |      |
| 1908 | Giochi olimpici           | Londra | Salto con l'asta                    | Bronzo    | 3,58 m      |      |
| 1908 | Giochi olimpici           | Londra | Lancio del giavellotto stile libero | Finale    | n/d         |      |